# Ponte Internacional Uruguaiana-Paso de los Libres
A Ponte Internacional Uruguaiana-Paso de los Libres, denominada oficialmente de Ponte Internacional Getúlio Vargas-Agustín Pedro Justo, é uma ponte rodoviária e ferroviária sobre o rio Uruguai, que faz a ligação entre a República Federativa do Brasil e a República Argentina.
No lado brasileiro está Uruguaiana, no Rio Grande do Sul; no lado argentino está Paso de los Libres, na Província de Corrientes.
Na época de sua construção ostentava o título de maior obra da engenharia da América Latina.